# Aliash Tepina
Aljaž Tepina (pravo ime Aliash Tepina), slovenski filmski igralec in producent, * 13. avgust 1981, Kranj
Igro je študiral na igralski akademiji Central School of Speech and Drama v Londonu. Svojo profesionalno igralsko pot je začel leta 2009 v slovenskem TV filmu Skriti spomin Angele Vode. 
Igral je tudi v nadaljevanki Usodno vino.
Njegov oče je lajnar Rastko Tepina. 

## Filmografija

### Film
| Leto | Naslov                | Vloga         |
| ---- | --------------------- | ------------- |
| 2012 | The Dark Knight Rises | Hooded Man #2 |

### Televizija
| Leto      | Naslov                                      | Vloga        | Opomba       |
| --------- | ------------------------------------------- | ------------ | ------------ |
| 2009      | Skriti spomin Angele Vode                   | Rejc         | TV film      |
| 2009      | Law & Order: UK (#1.5)                      | Will         | nadaljevanka |
| 2009      | Holby City (#11.43)                         | Markos Kovac | nadaljevanka |
| 2010      | Silent Witness (#13.3, #13.4)               | Martin Klosk | nadaljevanka |
| 2011      | Above Suspicion: Deadly Intent (#1.2, #1.3) | Andrej       | nadaljevanka |
| 2012      | Na Pogled                                   | Leon         | kratek film  |
| 2015–2017 | Usodno vino                                 | Roman        | nadaljevanka |
| 2025      | Skrito v raju                               | Črt          | nadaljevanka |